# White Sands Test Facility
White Sands Test Facility (WSTF) est un établissement de l'agence spatiale américaine (NASA) qui comporte des bancs d'essais de moteurs-fusées et est utilisé pour tester et évaluer des matériels aérospatiaux dangereux. L'établissement, qui a été créé en 1963 dans l'enceinte du Polygone d'essais de missile de White Sands, est situé à une vingtaine de kilomètres de Las Cruces au Nouveau-Mexique. Le WSTF est rattaché au Centre spatial Lyndon B. Johnson.
L'établissement a été responsable des tests sur les moteurs de manœuvre de la navette spatiale américaine. Il dispose d'installations de mises à feu dans un environnement simulant le vide de l'espace. Il dispose d'une forte compétence dans le domaine des moteurs-fusées utilisant des carburants hypergoliques. Il abrite, en 2008, 52 kg de roches lunaires ramenés par le programme Apollo.
La piste d'atterrissage située au centre spatial peut être utilisée pour faire atterrir la navette spatiale américaine. Les astronautes s'entraînent aux manœuvres d'atterrissage à bord d'avions à réaction T-38.